# Томас Вулси
Томас Вулси (енгл. Thomas Wolsey; Ипсвич, Енглеска, март 1473 — Лестер, Енглеска, 29. новембар 1530) био је енглески државник и римокатолички кардинал.

## Биографија
Био је син Роберта Вулсја и Џоун Даунди. Образован је на Оксфорду, а његова јака харизма омогућила му је да се брзо пробије у својој каријери. Спријатељио се са краљем Хенријем VIII, који га је 1511. године, само две године по свом крунисању, поставио за државног саветника. Активно се бавио политиком, а посебно међусобним односима са страним земљама. Његово учешће у постизању мира са Француском награђена је тако је што је 1514. године постављен за надбискупа од Јорка.
Године 1515. промовисан је на положај лорда канцелара. Исте година постао је кардинал, те тиме добио предност чак и над надбискупом кентерберијским. Волзи је подупирао савез између краља Хенрија VIII и краља Франсоа I Валое у заједничкој борби против Карла V, цара Светог римског царства. Вулси је држао моћ иза трона, ограничену, ипак, с обзиром на чврсту вољу Хенрија VIII, све док се краљ није заинтересовао за Ану Болен. Вулси је до тада живео као краљ: имао је примања скоро колика и краљ, а трошио је и више.
Вулси није одобравао Хенријеву везу са Аном и желео је да за краља аранжира брак са француском принцезом како би побољшао однос са Француском, што је трајно оштетило његов однос са Анон. Она је вршила притисак на Вулсија све док га Хенри, сматрајући га неспособним, није отпустио 1529. Вулси је након тога молио Ану да му помогне да се врати на своју пређашњу позицију, али она то одбија, након чега Вулси започиње тајне договоре са папом са циљем протеривања Ане из Енглеске. Његови планови су били откривени, те је Хенри наредио његово хапшење. Да није умро од непознате болести 1530, врло је вероватно да би био погубљен због велеиздаје.